# Rocher des Doms
Il rocher des Doms è uno sperone roccioso della riva sinistra del Rodano, usato come riparo dai fondatori di Avignone e poi incluso nello sviluppo urbanistico della città. Domina da più di 30 m il fiume e la sua vallata. La sua sommità è occupata da un giardino pubblico.

## Origine del nome
Diverse ipotesi esistono sulla parola "Doms" (che in provenzale si scrive senza -s), anticamente scritta "Domps".
La più accreditata è che derivi dal celtico: potrebbe provenire dalla parola Dun, che significa "Roccia", oppure da Dunum, che indica un'altura fortificata. Nel Medioevo, sulle pendici dello sperone era presente il palazzo del vescovo, la domo episcopali, dalla quale l'intera collina ha potuto prendere il nome.

## Preistoria

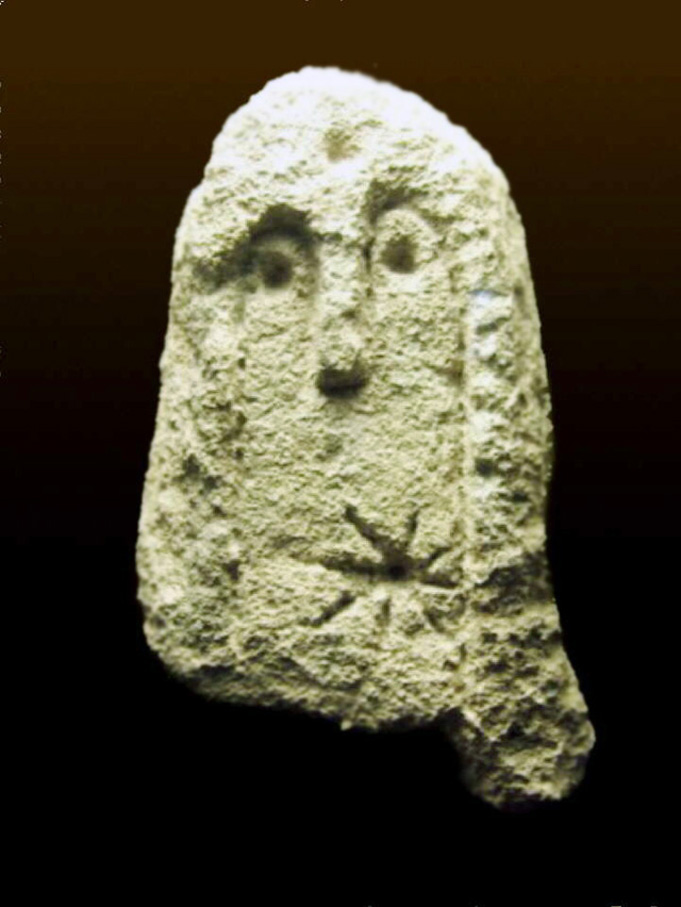
Stele antropomorfa, detta il più vecchio avignonese

Il sito venne occupato durante il Neolitico, come dimostrato dagli scavi archeologici sia sul rocher des Doms che nel sottostante quartiere de la Balance.
L'archeologo Sylvain Gagnière, durante le campagne di scavo condotte fra il 1960 ed il 1961 sulla collina, riporta alla luce una piccola stele antropomorfa di 20 cm di altezza. Scolpita nella molassa, ha la forma di una stele funeraria, con su incisa una figura umana stilizzata e senza bocca. Sulla parte inferiore destra vi è una rappresentazione solare: un'unicità per questo tipo di stele. Il confronto con altre rappresentazioni solari, la stele di Avignone è stata datata in un periodo compreso fra l'età del rame ed il bronzo antico, corrispondente al calcolitico meridionale. In Provenza, queste steli antropomorfe sono state rinvenute anche a Lauris, Orgon, Senas, Trets, Goult, Isle-sur-la-Sorgue e vengono datate fra 3 000 a.C. e 2 800 a.C. Sono collegate alla civiltà di Lagoza.
Altre scoperte della stessa epoca, provenienti dal grande serbatoio d'acqua della sommità del rocher sono due asce di pietra verde levigata, alcune parti di gioielli ed una grande abbondanza di cocci di vasellame (sia indigeno della cultura di Hallstatt, sia importato, ossia ionico e foceo).

## Età romana
Durante il periodo romano, il foro della città è sul luogo dell'attuale place de l'Horloge, mentre la città si concentra ai piedi dello sperone, che costituisce un'ottima posizione difensiva. Nel IV secolo, viene costruito il primo nucleo della futura cattedrale d'Avignone, mentre sulle pendici a sud sono edificati un battistero e la chiesa dedicata a santo Stefano. Vittima delle invasioni barbariche e delle epidemie, la popolazione della città diminuisce e si raggruppa attorno al rocher des Doms, mentre ciò che resta della città romana, come il foro, vengono distrutti.

## Medioevo
In una cronaca araba datata attorno all'anno 725 e ripubblicata nel XVII secolo, si indica che Avignone fosse nel VIII secolo cantonata unicamente sul Rocher des Doms: 
(...)
Quando [Carlo, re dei Franchi] è arrivato al forte di Lione e gli arabi hanno saputo che vi aveva un gran numero di truppe, si sono scansati dal suo cammino. Carlo è avanzato fino alla Roccia di Avignone e non vi ha trovato nessuno. I mussulmani avevano installato il loro campamento lontano in avanti, sulle colline presso la città di Narbona.»
(Al Maqqari.)
Questa cronaca araba conferma lo stato di regressione della città, con tutti gli abitanti che avevano trovato rifugio sul rocher des Doms: 

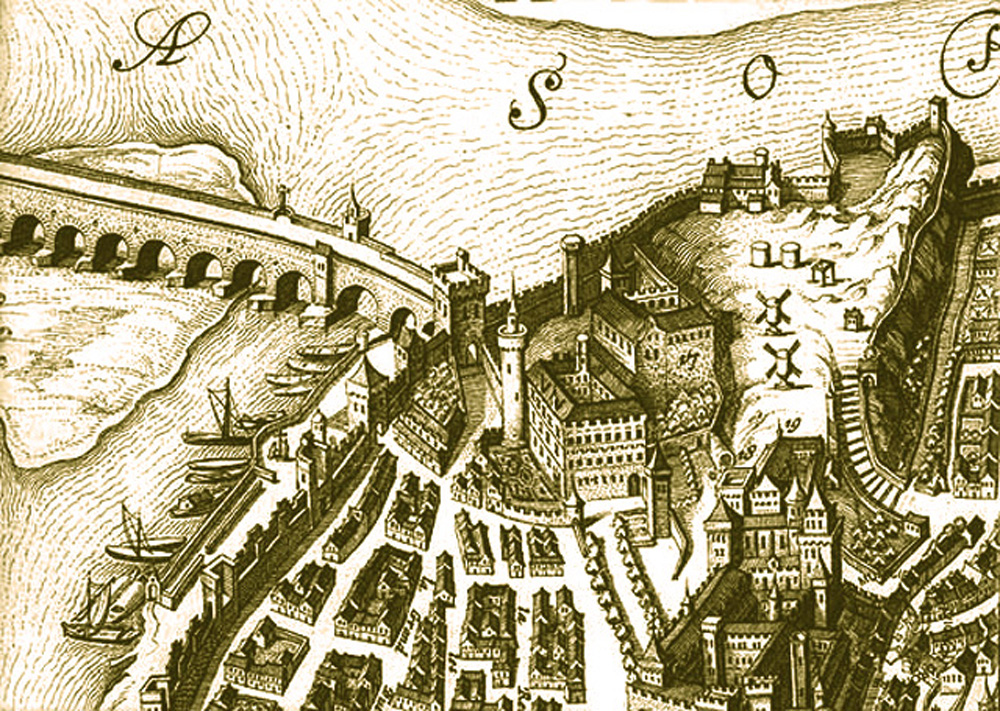
Il rocher des Doms a ridosso del palazzo episcopale, con i mulini a vento sulla sommità (1630)

Nel XI secolo il vescovo fa edificare sulle pendici dello sperone una magione fortificata. Il rocher des Doms diventa il centro dell'attività politica e della rinascita della città. Vengono ricostruite la cattedrale e la chiesa di Santo Stefano, mentre la città si espande oltre la doppia cinta muraria nel XIII secolo.
La cattedrale di Notre-Dame des Doms viene edificata sulla chiesa precedente a partire dal 1150 sulla parte sud del rocher des Doms, a strapiombo sulla riva sinistra del Rodano. È ampliata una prima volta nel XIV secolo e poi, dopo la caduta del campanile il 27 gennaio 1405, che trascina nella distruzione anche l'antico battistero, viene temporaneamente trasformata in roccaforte per ospitare l'artiglieria del mercenari catalani. La chiesa è poi completata con le cappelle laterali nel XVII secolo.

## I mulini del rocher des Doms
Nel XVI e XVII secolo, sebbene inglobato nelle mura della città, il rocher des Doms è occupato da campi coltivati (essenzialmente vigneti) e da mulini a vento. I mulini vengono costruiti nel 1562 per assicurare la produzione di farina anche in caso di assedio. Restano in funzione fino a metà Settecento, per poi venire distrutti nel XIX secolo, quando vennero costruiti i giardini.
Nel XVIII secolo, infatti, l'accesso alla collina viene facilitata dalla creazione di rampe ed inizia ad essere frequentato dagli avignonesi. Nel 1802 vi viene creato un cimitero e poi, nel 1830, l'intera sommità viene adibita a parco pubblico.

## Galleria d'immagini

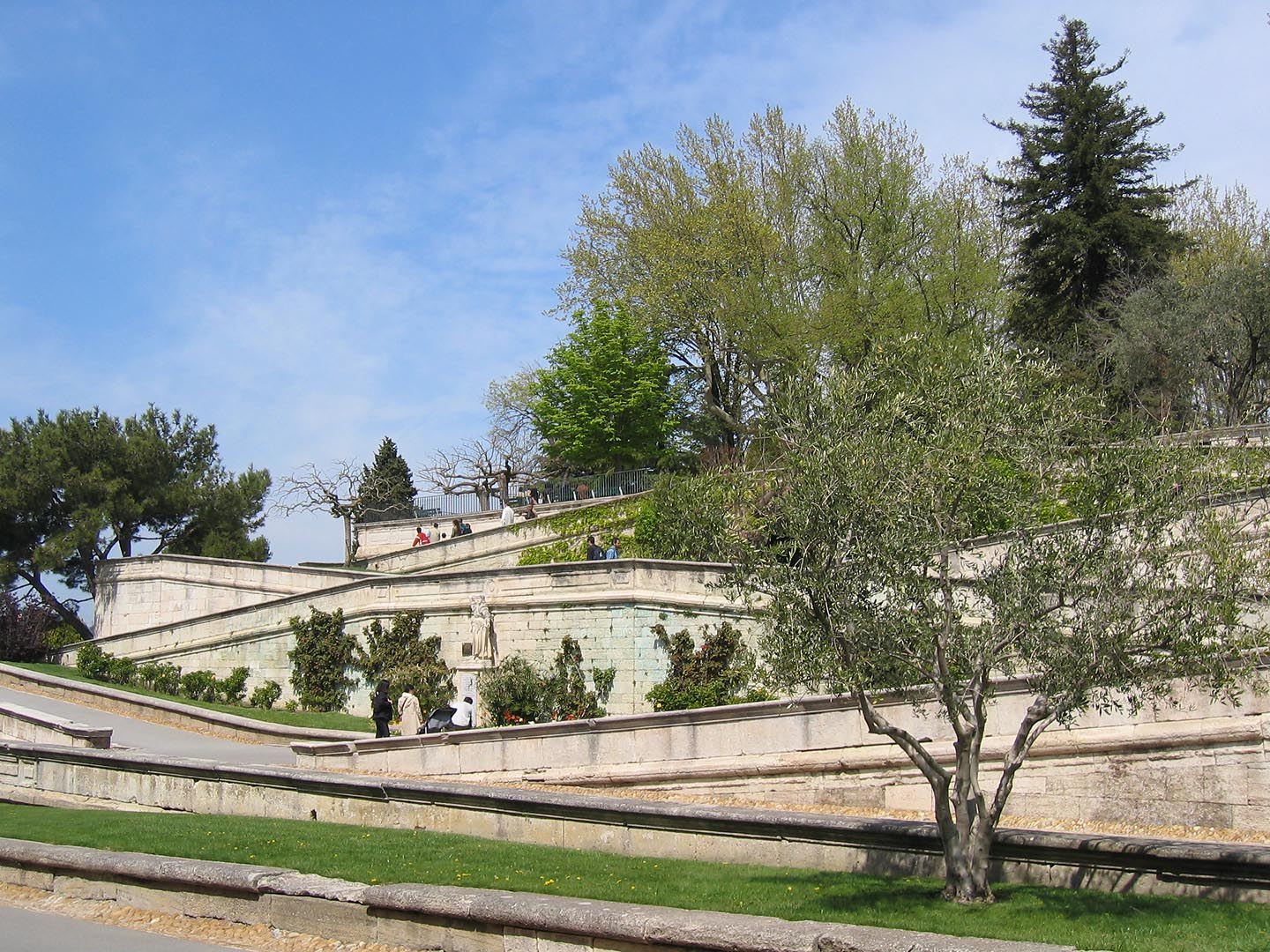
Rampe d'accesso al rocher
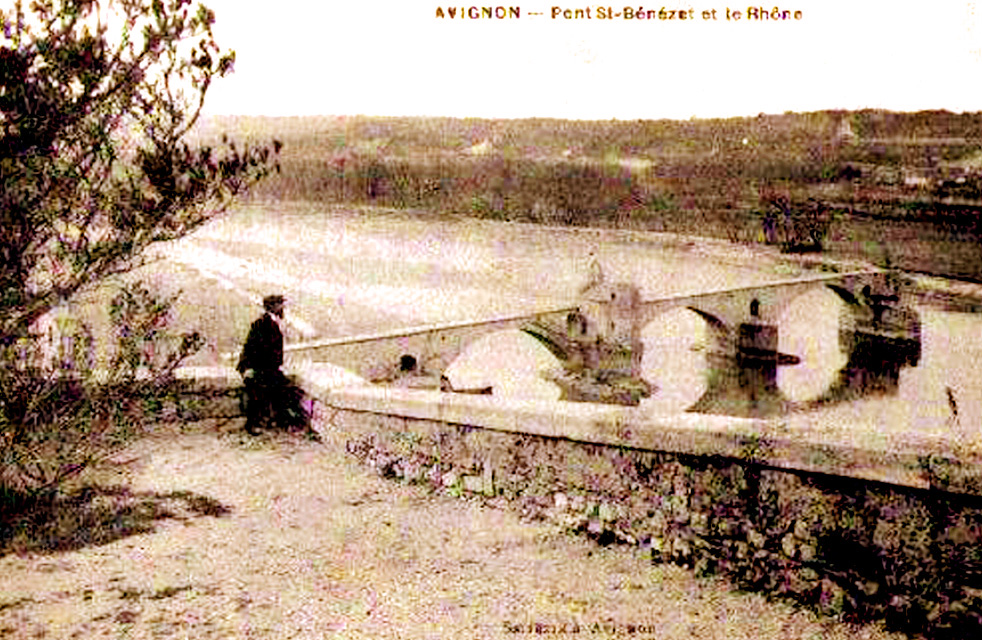
Vista del Ponte d'Avignone dal rocher (1907)
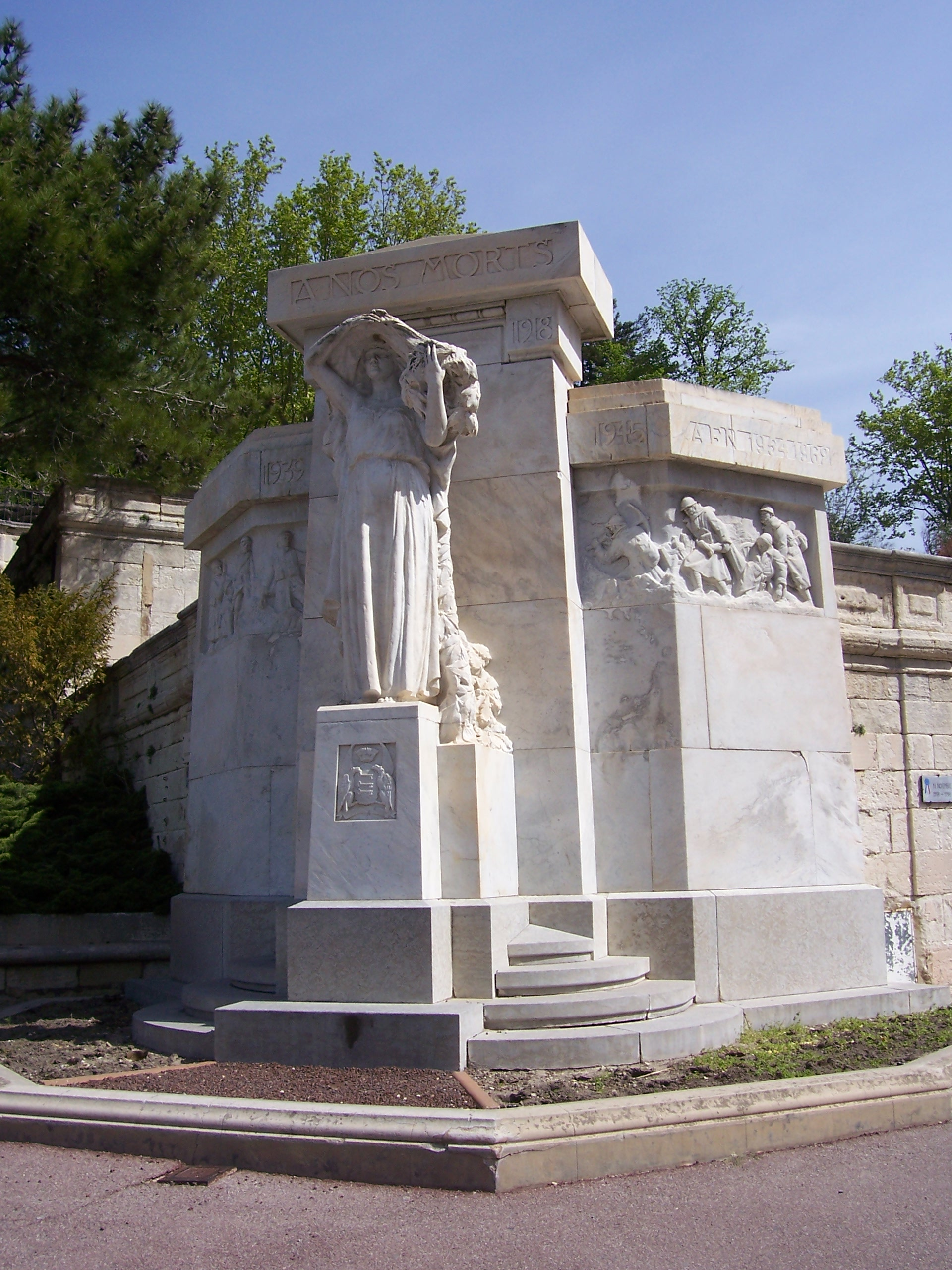
Monumento ai caduti
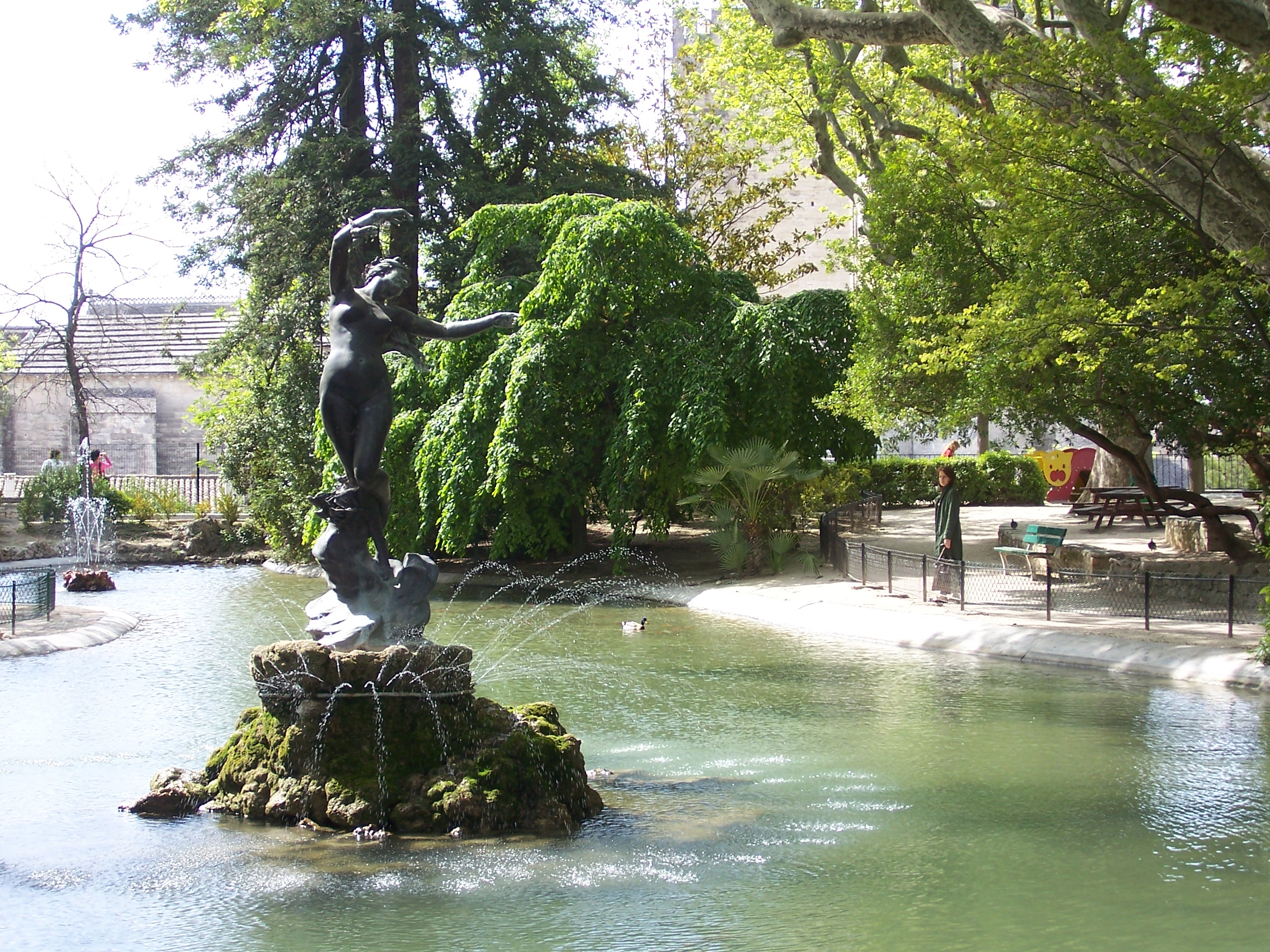
Laghetto con bronzo di Félix Charpentier
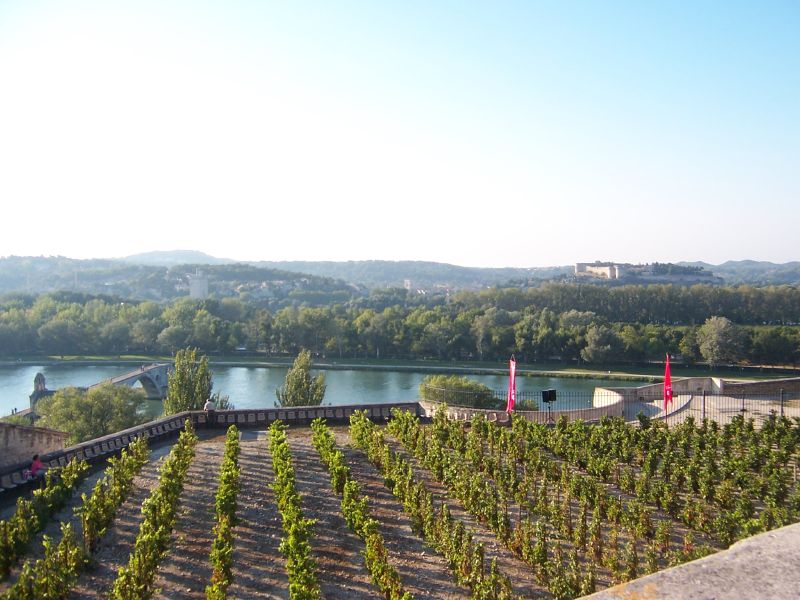
Vigneto intra-muros
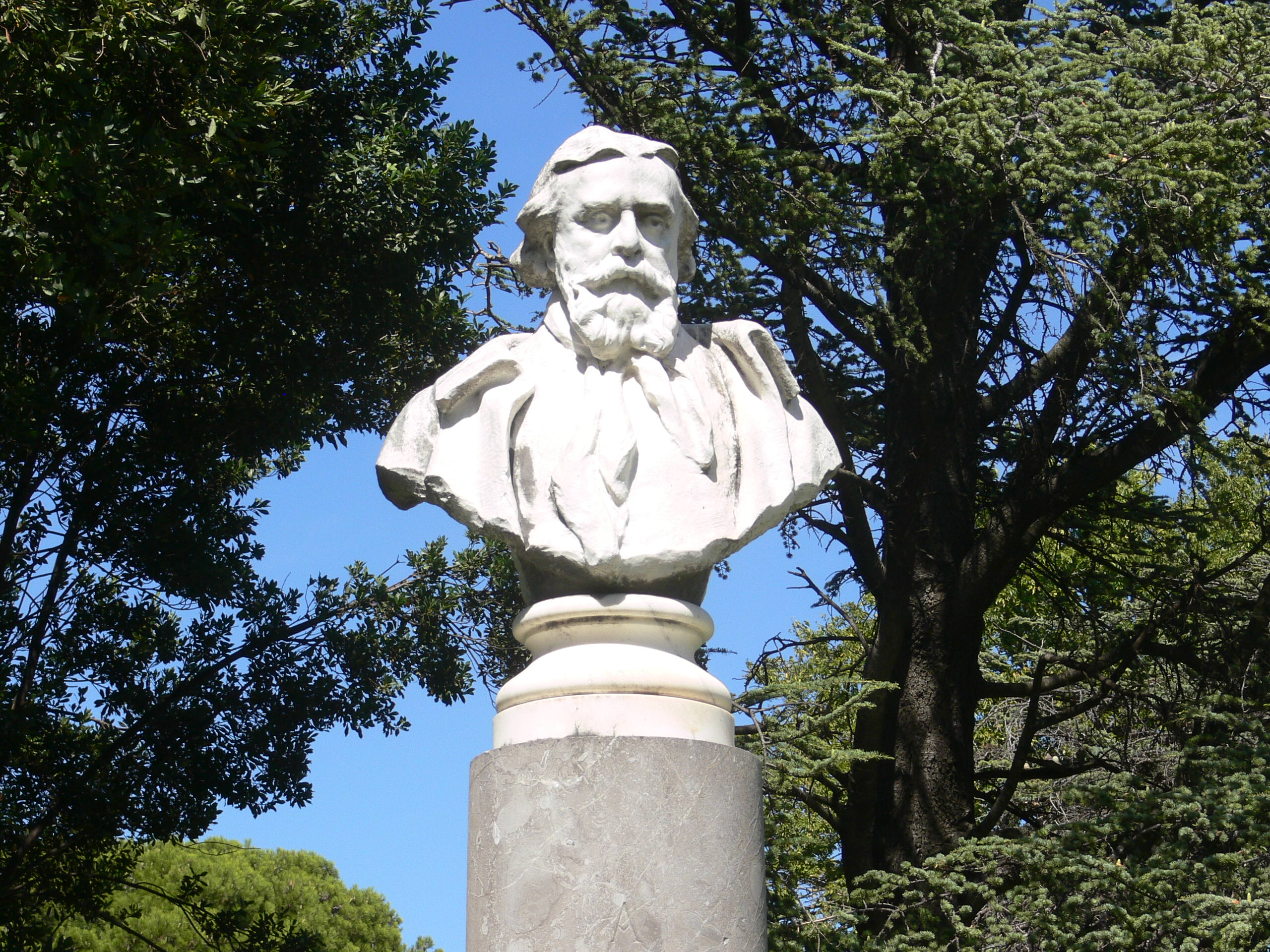
Busto di Félix Gras